# Cầu treo Hvězdonice
Cầu treo Hvězdonice (tiếng Séc: Visutá lávka Hvězdonice) là cây cầu treo nằm trong địa phận làng Kaliště, thuộc huyện Praha-východ, vùng Trung Bohemia, Cộng hòa Séc. Cây cầu này bắc qua sông Sázava, để nối liền giữa làng Hvězdonice với làng Kaliště.

## Mô tả
Cầu treo Hvězdonice được thiết kế dành cho người đi bộ và đi xe đạp, với chiều rộng là 3 mét và tổng chiều dài lên đến 131 mét, trong đó:
- Đoạn cầu bên phía lối vào tại làng Hvězdonice - 34 mét
- Đoạn cầu phía trên mặt sông - 80 mét
- Đoạn cầu bên phía lối ra tại làng Kaliště (khu dân cư Poddubí) - 17 mét

## Lịch sử
Ban đầu có một chuyến phà ở địa điểm cầu treo Hvězdonice ngày nay. Chuyến phà này không đáp ứng được nhu cầu giao thông ngày càng tăng của người dân địa phương, nên cầu treo Hvězdonice được xây dựng vào năm 1977. Kể từ đó, người dân địa phương thường xuyên sử dụng cây cầu đi bộ này.
Vào tháng 12 năm 2017, chính quyền làng Kaliště đã tạm thời đóng cửa cầu treo Hvězdonice để đảm bảo an toàn cho người dân, vì trước đó, cầu đi bộ Troja bắc qua sông Vltava ở Praha (có thiết kế tương đồng với cầu treo Hvězdonice) đã bị sập.
Từ tháng 11 năm 2019, cầu treo Hvězdonice được mở cửa trở lại sau khi các chuyên gia xác nhận cây cầu đáp ứng các tiêu chuẩn an toàn.